# Puli Khumri (huyện)
Puli Khumri là một huyện thuộc tỉnh Baghlan, Afghanistan. Dân số thời điểm năm 1999 là 164,338 người.